# راه و رسم زندگی ما
راه و رسم زندگی ما (انگلیسی: The Way We Live Now) یک سریال تلویزیونی ۴ قسمتی بریتانیایی است که در سال ۲۰۰۱ منتشر شد.

## بازیگران
- دیوید سوشی
- پالوما بائسا
- شریل کمبل
- کیلین مورفی
- میراندا اتو
- آلن کوردانر
- تونی بریتون
- متیو مک‌فادین
- شرلی هندرسون
- آن-ماری داف
- الیور فورد دیویس
- جوانا دیوید
- ماکسین پیک
- تِـرِور پیکاک
- نیکلاس مک‌گیهی
- دادلی ساتن
- گراهام کراودن
- داگلاس هاج
- دیوید بردلی
- فنلا وولگار
- جیم کارتر
- راب برایدون
- میشل دوتریس